# Rodelinghem
Rodelinghem é uma comuna francesa na região administrativa de Altos da França, no departamento de Pas-de-Calais. Estende-se por uma área de 4,35 km². Em 2010 a comuna tinha 526 habitantes (densidade: 120,9 hab./km²).